# Sidney Jenkins
Sidney « Sid » Jenkins est un personnage de la série télévisée Skins interprété par Mike Bailey.

## Biographie du personnage
Sid est présenté comme un puceau introverti qui est amoureux de Michelle, la copine de son meilleur ami Tony. Il est fréquemment malchanceux : il perd un sac rempli de marijuana, se fait tabasser par les frères de Jal, se fait uriner dessus par un chien et un SDF. Il est aussi souvent manipulé par son meilleur ami Tony qui, conscient de l'amour qu’il porte à Michelle, l'exploite par amusement. 
Dans les premiers épisodes, il semble aduler Tony, et lorsqu'on lui demande : « C'est tout ce que tu fais Sid, sortir avec Tony ? » il répond « plus ou moins ». L'attitude de Sid est généralement à mettre en contraste avec celle de Tony, c'est-à-dire le bon copain qui fait tout pour aider ses amis. Sa personnalité séduira assez vite Cassie qui portera à Sid une profonde affection qui sera dans un premier temps non réciproque, ce qui la blessera profondément. 
Sid n'est pas le dernier des imbéciles mais ne réussit pas si bien à l'école car il est facilement distrait. Sa personnalité est aussi accentuée par son choix de vêtements, dont l'utilisation dans l'épisode Sid d'un T-shirt jaune Mega Dog parlant.
Le personnage de Sid se développe assez entre la saison 1 et la saison 2. Il passe d'un garçon qui se laissait facilement manipuler à quelqu'un d'assez sûr de soi. Bien sûr il reste toujours le personnage un peu malchanceux et drôle malgré lui. Son amitié avec Tony se renforce très nettement dans la saison 2 et ceci "grâce" à de nombreuses altercations qui leur prouveront qu'ils sont quand même assez complémentaires entre eux (au chômage)

## Histoire du personnage

### Dans la saison 1
Dans l'épisode Tony, il se fait promettre par Tony qu'il perdra sa virginité avec Cassie avant qu'il ait 17 ans. Il égare la marijuana du dealeur Madison Twatter et celui-ci engage une véritable chasse à l'homme contre lui. Sid s'intéresse à Michelle en étant inconscient de l'attention que lui porte Cassie. Dans l'épisode Cassie, Cassie pense que Sid l'aime aussi et qu'il lui envoie des SMS lui disant de manger mais elle réalise plus tard que ces messages sont le fruit de son imagination. Madison Twatter devient un professeur remplaçant à l'école de Sid, ce qui lui permet de faire pression sur lui. Dans l'épisode Jal, Madison coince Sid, lui vole sa carte de crédit et brise la clarinette de Jal contre un mur. Les frères de Jal tabassent Sid croyant qu'il était à l'origine des problèmes de Jal.
Dans l'épisode Chris, Cassie lui demande de sortir avec elle, mais il ne peut se rendre au rendez-vous car il est consigné dans l'épisode Sid. Quand il a ensuite l'opportunité d'aborder Michelle "grâce" à Tony, il saisit cette chance et la raccompagne chez elle avant de se faire molester par des filles. Quand il rentre chez lui, il trouve Cassie inquiète qu'il l'ait abandonnée. Elle essaie de relativiser mais est blessée et jalouse qu'il soit amoureux de Michelle. Après que Tony fasse croire à Sid qu'il peut avoir Michelle, il la récupère devant ses yeux alors qu'elle était en train de danser avec lui dans un pub. Alors qu'elle déprime fortement car Sid a une fois de plus annulé un rendez-vous, Cassie prend des pilules et boit de la vodka et se retrouve à l'hôpital. Tout semble accuser Sid.
Dans l'épisode Maxxie et Anwar, il aide Anwar à libérer une Russe de ce qu'ils pensent être son père et qui est en fait son mari. À la fin de l'épisode il voit un dessin de Cassie que Maxxie a réalisé et lui fait remarquer qu'il l'a bien dessinée. Maxxie déclare qu'elle est également belle en vrai, ce qui semble ouvrir les yeux de Sid.
C'est dans l'épisode Michelle que Sid se rend compte que Cassie est la fille qu'il veut vraiment. Il repousse Michelle lorsqu'elle tente de faire l'amour avec lui, alors que c'est elle qu'il aimait au début de la série. Michelle lui propose d'aller rendre visite à Cassie à la clinique. Sid déballe ses sentiments mais découvre que Cassie sort avec un certain Simon depuis qu'elle est à la clinique. (On ne sait pas vraiment si c'est vrai ou si c'est juste pour donner une leçon à Sid).
Dans l'épisode Effy, Tony demande à Sid de l'aider à retrouver sa sœur Effy qui a disparu. Plus tard dans l'épisode une confrontation entre Tony et Sid éclate, chacun mettant en avant les défauts de l'autre : Tony pense que Sid l'adule, celui-ci rétorque qu'il aimerait désormais ressembler à tout sauf à lui. Sid laisse tomber Tony et décide d'aller récupérer Cassie qu'il retrouve dans un fast-food. Sid accepte de sortir pour de bon avec elle, et ils s'embrassent. Ils sont interrompus par un appel de Michelle qui demande à Sid d'aller vérifier si Tony va bien. Cassie semble très frustrée mais l'amitié que Sid éprouve toujours pour Tony est plus forte et il décide d'aller récupérer Tony et sa sœur. À la fin de l'épisode, lorsqu'on voit Tony, ses parents et Sid autour du lit d'hôpital d'Effy, Sid est le seul à prendre la défense de Tony lorsqu'il se fait sermonner par ses parents. 
Dans Anwar, l'épisode final de la saison 1, Sid décide d'écrire une lettre à Cassie dans laquelle il lui explique ses sentiments et dans laquelle il lui dit qu'il l'aime. Sid laisse en plan sa lettre sur son bureau et décide d'aller rendre visite à Cassie dans sa clinique de réhabilitation. Hélas elle s'échappe de l'établissement juste avant qu'il n'arrive. Sid attend Cassie à la réception et est victime d'une méprise, ce qui lui vaut d'être enfermé dans une cellule capitonnée. Tony rend ensuite visite à Sid et le fait sortir de la clinique et ils partent à la recherche de Cassie, sans succès. Ils décident donc d'aller à la fête d'anniversaire d'Anwar. Pendant que Sid est à l'intérieur, Tony donne à Cassie la lettre que Sid avait commencé à rédiger et Cassie s'en va. À la fin de l'épisode, Sid rejoint Cassie sur un banc situé sur une colline de Bristol, et ils se donnent la main.
On peut lire sur le Myspace de Sid qu'il a perdu sa virginité avec Cassie. On apprend également qu'il sort avec Cassie malgré le fait qu'elle soit partie en Écosse.
Dans son épisode des Lost Weeks on le voit lire un livre à Tony qui est toujours dans le coma à l'hôpital. Dans l'épisode 1 de la deuxième saison on apprend qu'il était le seul à lui rendre régulièrement visite à l'hôpital.

### Dans la saison 2
Dans Contrecoup, l'épisode 1 de la saison 2, quelques scènes incluent Sid. Au début de l'épisode un plan sur sa chambre nous dévoile un énorme poster de Cassie accroché à un de ses murs. Ensuite il visionne une K7 vidéo envoyée par Cassie — qui a entre-temps déménagé à Elgin en Écosse — dans laquelle elle parle de sa nouvelle vie et improvise une danse écossaise avec deux de ses nouveaux amis. Sid est perplexe compte tenu du fait que les deux amis en question semblent bien apprécier Cassie. Dans l'enveloppe de la lettre de Cassie, Sid découvre un comprimé d'extasy sur lequel on peut lire Mighty Scotland et décide de le prendre. Plus tard dans l'épisode, il se rend à la rave. L'effet du comprimé se fait sentir et il délire en s'écriant « J'arrive Cassie ». Il sort et rejoint Michelle qui est en train de pleurer. Elle lui explique qu'elle a pris de la distance vis-à-vis de lui car il lui rappelle trop Tony. Celui-ci est d'ailleurs derrière eux, a tout entendu de la conversation et déclare « Je me souviendrai de tout »
Dans l'épisode Père et fils, il accepte d'aider Mark, son père à faire revenir sa mère à la maison. En effet le père de Sid n'a pas dit à son père que sa femme l'a quitté. La mère de Sid est de retour le temps d'une soirée mais sort désormais avec un allemand. Dans cet épisode Sid tente d'avoir une conversation vidéo à l'aide de sa webcam mais une terrible méprise lui fait croire que Cassie le trompe avec un écossais. Il décide de la quitter et détruit son ordinateur portable. Peu après, la mère de Sid décide de redonner une chance à son père mais ils sont dérangés dans la nuit par Manfred, le nouvel ami de sa mère qui vient pour la récupérer. Peu après, le père de Sid se réconcilie avec celui-ci, s'allonge dans le fauteuil puis chantonne tellement il est joyeux d'avoir tenu tête à son père et reconquis le cœur de son ex femme. Le lendemain Sid se lève, s'approche de son père qui est toujours allongé dans le fauteuil, les yeux ouverts et son verre de whisky à la main. Il est de toute évidence mort mais Sid ne veut pas l'admettre et se rend au lycée. Sur les conseils de Jal, Tony va voir Sid qui se confie à lui. Tony décide de l'emmener à une fête et ils rencontrent Abigail qui était en train de chanter. Sid rend à son tour service à Tony en lui rappelant qu'il n'est pas le petit-ami d'Abigail mais celui de Michelle, ce qui oblige Abigail à partir. Sid s'avance vers la scène et se met à penser vraisemblablement à ce qui s'est passé pour son père. Tony le rejoint puis Sid craque dans ses bras. Sid et Tony se rendent ensuite à la maison de Sid et Tony suggère à Sid d'appeler quelqu'un pour signaler la mort de Mark. Sid est réticent mais finit par appeler sa mère. L'épisode se termine alors que l'on voit Sid dans un train allant en Écosse qui croise malheureusement celui de Cassie qui elle retourne à Bristol...
Dans l'épisode L'anniversaire, Sid pense que tout est fini avec Cassie. Il semble plaire à Scarlett jusqu'au moment où elle décide de brusquer les choses, ce qui effraie Sid qui s'éloigne. Michelle le rejoint, il lui confesse qu'il se sent tellement seul, à quoi elle répond « Je sais ». À cet instant et pour la première fois depuis le tout début de la série, Sid embrasse Michelle et passe la nuit avec elle sur la plage. Le lendemain Michelle accompagne Sid chez lui et lui révèle qu'il est le seul a lui avoir donné un orgasme. Ils décident de monter dans la chambre de Sid, s'embrassent et sont surpris par Cassie qui attendait le retour de Sid.
Sid apparait très peu dans l'épisode Un beau gâchis. On ne le voit seulement qu'à une fête en train d'embrasser Michelle puis il se fait gifler par Cassie lorsqu'elle révèle à tout le monde qu'il couche avec Michelle.
Dans l'épisode  Le réveil de Tony, Sid et Michelle tentent d'instaurer un dialogue avec Tony au sujet de leur relation, mais celui-ci nie le fait que ça le dérange. Il finira par leur avouer que leur couple ne fonctionne pas puisque Tony aime Michelle et que Sid aime Cassie. Apres cette discussion, Tony et  Sid laissent Michelle seule en larme. Tony va voir Cassie et lui affirme que "tout va s'arranger"...
Dans l'épisode L'ordre rétabli, Sid est plus que jamais désolé pour ce qui s'est passé avec Michelle. Il sait qu'il aime Cassie et personne d'autre. Il essaie de s'excuser auprès de Tony, qui semble indifférent. Effy lui propose un marché : il lui fait son travail d'arts plastiques et elle arrange tout avec Cassie. À sa manière elle y arrive... Sid avoue ses sentiments à Cassie et lui explique qu'il avait besoin d'elle lorsque son père est décédé. Il s'est retrouvé dans les bras de Michelle par solitude, pas par amour. Cassie lui pardonne et ils sont de nouveau ensemble à la fin de l'épisode.
Dans Le début de la fin, le pénultième épisode la saison 2, on apprend que Sid a décidé de ne pas poursuivre ses études à l'Université, persuadé d'avoir raté ses examens. Celui-ci est de nouveau délaissé par Cassie lorsqu'elle assiste au décès de Chris. C'en est trop pour elle, elle plaque tout pour aller s'installer à New York. Dans cet épisode, Sid est une fois de plus sous le choc et se sent une fois de plus berné.
Dans Les adieux, le dernier épisode de la saison 2, Sid prétend avoir oublié Cassie pour de bon mais ses rêves le trahissent. Il se concentre tant bien que mal sur le deuil de Chris et le moment de découvrir les résultats des A Levels approche. Il tente avec Tony de rendre un dernier hommage à leur ami. Dans la soirée, il apprend à la grande joie de Tony qu'il a réussi. Alors que le moment des adieux est arrivé, Tony lui offre un billet d'avion à destination de New York. Sid est accompagné à l'aéroport et s'ensuivent des adieux très émouvants. Tony prend Sid dans ses bras, lui indique qu'il devrait vraiment enlever son bonnet qui lui donne un air débile mais déclare « c'est toi que j'ai toujours préféré ». Sid arrive à New York et sort une photo de Cassie. Il arrête plusieurs passants pour leur demander s'ils l'ont déjà vue, mais ils ne sont pas très coopératifs. Sid arrive devant le restaurant où travaille Cassie mais ils ne s'aperçoivent vraisemblablement pas.
C'est la dernière apparition du personnage de Sid.

### Dans la saison 3
Dans la saison 3 épisode 1, quand Cook ouvre son casier, il trouve un bonnet et un magazine érotique et on peut voir écrit "Sid Jenkins" sur le dos du casier.

### Plus d'informations
- L'adresse de Sid est :

3 Empress Avenue

Bishopston

Bristol BS3 1HE
- Il s'envole pour New York le 14 août 2008 (contradictoire avec les panneaux publicitaires vus dans New York).